# Физичка антропологија
Физичка антропологија или биолошка антропологија (грчки βiοs- bios = живот + άνθρωπος - anthropos = човек + λoγοs - logos = наука, знање, учење) проучава механизме биолошке еволуције, генетичко наследство, људску прилагодљивост и варијабилност, приматологију, морфологију примата, као и фосилне остатке људске еволуције. То је основна биолошка наука чији је предмет истраживања човек, те његови изумрли хоминински преци и гледано из еволуционарне перспективе сродни нељудски примати. Биоантропологија обухвата низ проблемских научних дисциплина, од молекуларне биологије, преко цитологије, хистологије, анатомије, генетике, физиологије, екологиоје (и др.) – до еволуције човјека и палеоантропологије. У тим подручјима, биологија човека се се преклапа и дифузно прожима са осталим природним наукама (хемија, физика, геологија итд) и математичко-информатичким наукама
Примењена биоантропологија има неколико веома значајних подручја деловања, на основу чега се издвајају: медицинска, форензичка, индустријска антропологија и сл.

## Историја
Физичка антропологија се развила у 19. веку, пре успона Дарвинове теорије о природном одабиру, такође познате као теорија [еволуције, и пре Менделове теорије генетике. Физичка антропологија је добила име и по томе што су сви њени подаци физички (фосили, нарочито људске кости). С успоном Дарвинове теорије и модерне синтезе, антрополози су добили приступ новим облицима података, и многи од њих се називају „биолошким антрополозима“.
Неке од раних грана физичке антропологије, као рана антропометрија, сада су одбачене као псеудонауке. Метрика попут цефалног индекса се знала користити у сврху извођења особина понашања. Двојица најранијих оснивача физичке анторпологије су Пол Брока и Франц Боас.

## Гране
- Приматологија, наука која проучава наше не-људске сроднике
- Популациона генетика, истражује биолошку људску разноврсност (повезана с еволуционом биологијом)
- Људска еволуција - такође позната као палеоантропологија, проучава развој људи

Проучавање људске еволуције често укључује друге специјализоване области:
- Људска остеологија, проучавање скелеталног материјала. Стручњаци из остеологије су у стању да примене своје вештине и знања на друге области:
- Палеопатологија, која проучава остатке болести и повреда у људским костима
- Форензичка антропологија, анализира и идентификује људске остатке, и служи у коронарне и медицинске сврхе. Ово истраживање често даје важне податке и доказе за судске случајеве и криминална истраживања.

## Коадаптација биолошког и културног наслеђивања
Коадаптацијски систем биолошког и културолошког наслеђивања је основа специјалног положаја људске врсте у економији природе. Биолошки континуитет човечанства остварује се захваљујући процесима и појавама органског наслеђивања у којима материјални носиоци генетичке поруке повезују непрекидни низ родитељских и потомачких покољења. Континуитет културе, међутим, почива искључиво на међуљудској комуникацији. Културни развој се остварује преносом, разменом и ширењем знања, уметности и навика. Носитељи биолошког наслеђивања не преносе људска својства која су стечена током живота, док се наслеђивање културе тиче само таквих обележја. Култура се стиче само подражавањем, вежбањем и учењем од других људских бића (тј. небиолошким путем). Несумљиво је да наследне склоности могу утицати на брзину, квалитет и квантитет усвајања културе и њених појединих елемената, али оне никада не одређују што се заправо стиче или преноси. Генетички фактори могу, нпр. утицати на то да ли ће неко лакше или теже научити један или више језика, али не и које, а још мање шта ће, када и колико на сваком од њих говорити. По свом културном идентитету, људи нису од рођења Американци, Кинези или Хотентоти нити су предодређени да буду сељаци, рудари, војници, научници или уметници, нису рођени као верници или атеисти, културно супериорни или потпросечно „култивисани”. Они то постају учењем и одгојем, односно прихватањем и усвајањем карактеристичних елемената културне посебности поменутих група.
Култура је историјски изведен систем јасних (изричитих) или имплицитних (подразумевајућих) образаца живљења, који је заједнички свим или посебно одређеним припадницима групе. Према неким поједностављењима, то је организовани систем научених одговора у могућим животним ситуацијама, карактеристичан за одређено друштво. Или још једноставније – култура је све оно што људи чине „зато што су их тако учили”.
Нераскидивост веза између биолошке и културне компоненте еволуције човечанства извире из целовитости и попуњавања њиховог заједничког усмерења ка најделотворнијем прилагођавању животној средини и што потпунијој контроли над њом. Еволуцијска прогресија генетичке основе људске способности да ствара, дограђује, мења и преноси културу селективно је стимулирала адаптацијске предности оних код којих су се оне појавиле. Култура је делотворнији облик прилагођавања од самих биолошких процеса, који су омогућили њену појаву и неслућени прогрес. Њена релативна ефикасност је резултат неупоредиво моћнијих, бржих и разнороднијих облика ширења. Промењени гени се преносе само на директне потомке својих првих носилаца, док се размењени елементи културе могу преносити свакоме, без обзира на биолошко родитељство или чак у „готовом облику” преузети од других народа (људских група). Теоријски гледано, у једној јединој генерацији, одређене културне иновације могу постати својином практично целог човечанства. Стварањем генетичке основе културе биолошка еволуција је превазишла саму себе, чиме је створила своју надорганску изведеницу и стопила се с њом у јединствену целину. Тиме ипак није поништена њена органска компонента. Према томе, еволуцију човечанства чине њене две узрочно–последично повезане, надопуњујуċе и међусобно активне компоненте: биолошка (органска) и културна (надорганска). Она није искључиво биолошки процес нити се може поистоветити са историјом културе. Сложени систем одржавања међуперсоналних и међугенерацијских комуникација од којих зависи опстанак и постојаност човека као јединке и биолошке врсте означава се као вантелесно (екстрасоматско, егзосоматско) наслеђивање. Оно омогућује да се затворени систем генетичке информације (биолошког наслеђивања) прогресивно допуњава широко отвореним програмом наслеђивања културних достигнућа. Тако се учење као типично људско својство јавља као најзначајнији фактор социјализације или енкултурације, тј. процеса уклапања у одређено друштво и прихваћања особених друштвених односа и правила понашања.
Комуницирање међу индивидуама и генерацијама представља основни предуслов наставка сваке културе, пошто се примопредајом информација остварују полазни услови за њихово ширење, којим постају заједничка својина. Комуникацијом се остварује дугорочни наставак антропогено створених услова живота, тј. најбитнијих елемената материјалне и духовне културе. Покретачку и главну улогу у еволуцији међуљудског комуницирања одиграли су најпре језик (говор), а затим и писмо као његов симболички израз.
Хипотезу о психичком јединству човечанства посебно оправдава чињеница да су сви припадници људске врсте, осим патолошких случајева, способни за учење свих познатих симболичких језика и разнородних изворних и широко распрострањених културних облика. То истовремено доказује да је ова способност постала особеност врсте Homo sapiens попут: усправног хода, несезонског размножавања, величине и функционалних капацитета мозга и осталих, искључиво људских, особина. Према томе, култура је производ и део човекове биологије и његовог свеукупног бића, иако је преноси друштво а не гени. Она је карактеристична посебност наше врсте, као што су огромне телесне димензије препознатљива особеност неких врста гигантских животиња (слонова и китова, нпр). Укратко, култура је најмоћнија и посебна адаптација врсте Homo sapiens на специфично место у општој „економији природе”.
Способност свесног прилагођавања животне средине и стварање вештачких услова („екосинтезе”) за одржавање сопственог специјалног положаја у природи изузетно је значајна еволуцијска новина и особеност људског рода. Човек и његова културна делатност, уз општебиолошке, уносе у природни еволуцијски систем и нове друштвене (антропогене) факторе тих процеса. Интервенишући у својој животној и радној средини, човек постаје један од најмоћнијих чинилаца сопственог опстанка. Друштвени и културни развој човечанства истовремено се јавља и као посебно значајан или чак пресудан фактор егзистенције и еволуције многих других облика живота на Земљи.
Из достигнућа свеукупног културног развоја израстао је неслућено моћан систем небиолошког надомештања, тј. способности подешавања животних услова могућностима сопствене еколошке валенце. Таквим подешавањем (вештачке) животне средине човек осигурава сопствену постојаност у најразличитијим облицима „неиздрживих” и неприродних животних услова, чиме је остварио еколошки космополитизам без сличног примера у природи. Захваљујући способностима екосинтезе повољних услова за живот, човек је освојио највеће океанске дубине, ледене и жарке пустиње, винуо се далеко у космос. У протеклих десетак хиљада година, све чешће и обимније прилагођавао је еколошке услове својим биолошким могућностима; генски фонд људске врсте се у све мањој мери еволуцијски прилагођавао новим условима животне средине. Природна животна средина човека са убрзаним развојем је постајала – културна средина.